# Violinsonate Nr. 1 (Steinbauer)
Die Sonate Nr. 1 für Violine und Klavier ist eine Sonata da Chiesa von Othmar Steinbauer und entstand in Wien während des Zweiten Weltkrieges.
Die Grundklangreihe basiert auf folgende 41. Trope: d–g–e–c–a–f / des–b–ges–es–as–ces.

## 1. Satz
Der erste Satz ist langsam (adagio). Die Grundklangreihe wird dabei zweimal komplett verwendet. Anschließend werden die ersten beiden Klangtöne erneut verwendet (d und g). Dabei wird bei jedem Durchlauf jeweils die kleine Abwandlung vollzogen. Das heißt, dass jeder Ton innerhalb einer Hälfte rotiert wird. Bei den Reihentönen 38 und 39, 53 und 54 sowie 87 und 88 findet ein temporärer Austausch statt.

## 2. Satz
Der zweite Satz (allegro) besteht aus drei Teilen A+B+A. Die Klangreihe lautet:  g–e–c–a–f–des / b–ges–es–as–h–cisis. Insgesamt wird diese Klangreihe 21-mal rotiert, wobei bei der letzten Reihe vorzeitig auf dem 9. Reihenton der Satz endet. Teil A besteht dabei aus a (wird wiederholt) a’ (5 Takte) und a’’ (8 Takte). Insgesamt besteht dieser Teil aus 20 (mit Wiederholung 27) Takten. Dieser Abschnitt endet auf dem h der 9. Rotationsreihe. Mit diesem Ton beginnt der neuntaktige B-Teil mit dem Ton, womit Teil A aufhört. Dieser Abschnitt beginnt gleich dreistimmig, wobei alle Materialien jeweils dreimal verwendet werden und anschließend frei geführt werden. Anschließend wird Teil A wieder verwendet, jedoch ohne Wiederholung.

## 3. Satz
Der dritte Satz (andante) beruht auf die Klangreihe: c–a–f–des–b–ges / es–as–ces–d–g–e. Hierbei wird bei der ersten Rotationsreihe das a und f vertauscht. Dieser Satz besteht aus einem Thema und fünf Variationen, wobei es drei Rotationsreihen gibt (7. Reihe=1. Reihe). Alle diese Reihen kommen in jeder Variation vor.
Das Thema besteht aus drei Teilen. Im ersten Teil kommen nur elf Reihentöne vor (c–f–a–des–b–ges / es–as–h–d–g). Der B-Teil beginnt auf dem 12. Rotationston und wird der zweiten Rotationsreihe hinzugefügt: e–a–f–des–b–ges–c–as–ces–d–g–e–es. Der erste Teil wird erneut wiedergegeben. Die zweite Variation besteht aus a+b+c und die vierte Variation aus a+b+a'.
Die Rotationsreihen 3 bis 6 werden hierbei komplett ausgelassen. Außerdem besteht die erste Rotationsreihe aus 11 Tönen. Der letzte Reihenton wird der zweiten Reihenton gleich zu Beginn hinzugefügt, sodass diese Reihe aus 13 Tönen besteht:

## 4. Satz
Die dreistimmige Fuge (allegro) besteht aus einer 14-tonreihe: f–des–b–ges–es–as–ces–d–g–e–c–a+f–cis. Es ist die 6. Rotationsreihe. Der Aufbau ist A+B+A.
Teil A (schnell, 57 Takte) besteht aus vier Themen und ist ein Neuntakter. Der zweite Teil (langsam, 37) enthält ein weiteres Thema und variiert die Themen zuvor; das Thema ist ein Viertakter.